# Mickaël Malsa
Mickaël Malsa (Parigi, 12 ottobre 1995) è un calciatore francese, centrocampista del Wydad Casablanca.

## Caratteristiche tecniche
È un mediano.

## Carriera

### Club
Cresciuto nelle giovanili del Sochaux, ha esordito in prima squadra l'8 febbraio 2014 in occasione del match di Ligue 1 perso 2-0 contro il Lilla.
Tra il 2015 ed il 2017 ha giocato con l'Anversa nella seconda divisione belga, categoria che ha vinto nella stagione 2016-2017.

### Nazionale
Ha esordito con la nazionale martinicana il 12 novembre 2014 in occasione di un match di qualificazione alla CONCACAF Gold Cup 2015 pareggiato 1-1 contro la Giamaica.

## Statistiche

### Cronologia presenze e reti in nazionale
| Cronologia completa delle presenze e delle reti in nazionale ― Martinica | Cronologia completa delle presenze e delle reti in nazionale ― Martinica | Cronologia completa delle presenze e delle reti in nazionale ― Martinica | Cronologia completa delle presenze e delle reti in nazionale ― Martinica | Cronologia completa delle presenze e delle reti in nazionale ― Martinica | Cronologia completa delle presenze e delle reti in nazionale ― Martinica | Cronologia completa delle presenze e delle reti in nazionale ― Martinica | Cronologia completa delle presenze e delle reti in nazionale ― Martinica |
| Data                                                                     | Città                                                                    | In casa                                                                  | Risultato                                                                | Ospiti                                                                   | Competizione                                                             | Reti                                                                     | Note                                                                     |
| ------------------------------------------------------------------------ | ------------------------------------------------------------------------ | ------------------------------------------------------------------------ | ------------------------------------------------------------------------ | ------------------------------------------------------------------------ | ------------------------------------------------------------------------ | ------------------------------------------------------------------------ | ------------------------------------------------------------------------ |
| 12-11-2014                                                               | Montego Bay                                                              | Giamaica                                                                 | 1 – 1                                                                    | Martinica                                                                | Qual. Gold Cup 2015                                                      | -                                                                        | 36’                                                                      |
| 14-11-2014                                                               | Montego Bay                                                              | Martinica                                                                | 0 – 3                                                                    | Haiti                                                                    | Qual. Gold Cup 2015                                                      | -                                                                        | 63’                                                                      |
| 16-11-2014                                                               | Montego Bay                                                              | Antigua e Barbuda                                                        | 0 – 2                                                                    | Martinica                                                                | Qual. Gold Cup 2015                                                      | -                                                                        |                                                                          |
| Totale                                                                   |                                                                          | Presenze                                                                 | 3                                                                        |                                                                          | Reti                                                                     | 0                                                                        |                                                                          |

## Palmarès

### Club

#### Competizioni nazionali
- Tweede klasse: 1

Anversa: 2016-2017